# Jacques Taverne
Jacques Taverne (* unbekannt; † unbekannt) war ein preußischer Militärchirurg und Okulist Mitte des 18. Jahrhunderts.

## Leben
Es ist unklar, ob Taverne ein in Preußen angesiedelter Hugenotte war oder ein ausländischer Gastchirurg. In dieser Zeit gab es Bestrebungen auf königlichen Befehl, ausländische Chirurgen zur Verbesserung der medizinischen Qualität anzuwerben.
Seit 1753 stand Taverne als  Militärchirurg im Dienst Friedrichs II.  Aufgrund der wenig hilfreichen Anstellung des Okulisten Joseph Hillmers als Professor im Collegium medico-chirurgicum  war es nicht verwunderlich, Stipendien zu den Wirkungsstätten französischer Wundärzte zu vergeben. Taverne bildete sich bei Jaques Daviel, dem Chirurgen und Okulisten von Ludwig XIV in Paris fort.
Nachweisbar ist seine chirurgische Tätigkeit bis 1756 – er heiratete Charlotte Cregut in Berlin.

## Wirken
Taverne war der erste Okulist, der das Therapieverfahren der Linsenextraktion nach Daviel, in Berlin ausübte. Er führte 1755 seine Operationen in Gegenwart von Presse und Zuschauern durch. So sind seine Operationserfolge durch Presseberichte in den Berlinischen Nachrichten dokumentiert. Im Collegium medico-chirurgicum war die Starextraktion erst ab 1782 als Standardverfahren etabliert (durch Christian Ludwig Mursinna).